# Mimeuseboides excavatipennis
Mimeuseboides excavatipennis là một loài bọ cánh cứng trong họ Cerambycidae.